# Arundina graminifolia

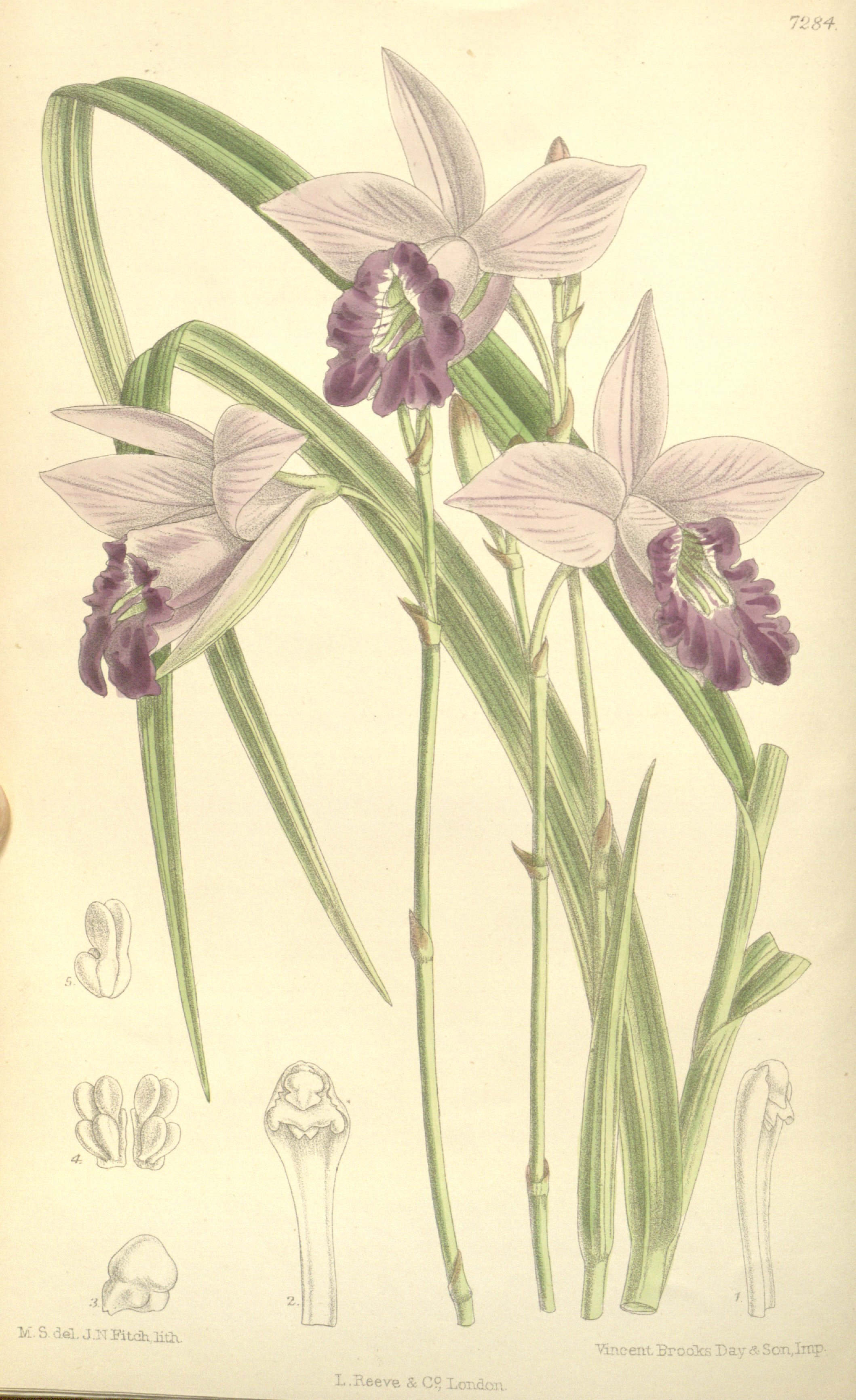

Arundina graminifolia – gatunek roślin z monotypowego rodzaju Arundina z rodziny storczykowatych (Orchidaceae). Rośliny z tego gatunku występują głównie w krajach Azji Południowo-Wschodniej, w południowo-centralnych Chińskiej Republice Ludowej, w Tybecie, na Tajwanie, Sri Lance, w Indiach, Nepalu, Bangladeszu, Kambodży, Laosie, Tajlandii, Mjanmie, Wietnamie, Malezji, na Filipinach oraz Nowej Gwinei. Rośliny zostały sztucznie wprowadzone do środowiska na Hawajach, Reunion, Marianach, Wyspach Towarzystwa, Fidżi, Jamajce, Wyspach Nawietrznych, Portoryko oraz w Kostaryce.

## Morfologia
Roślina naziemna. Łodyga dorastająca do 3 m, starsze kłącza rozgałęzione. Liście lancetowate, podłużne, powyżej 10. Kwiatostan pojedynczy lub rozgałęziony, do 15 kwiatów. Pręcik biały lub różowy. Kwiaty posiadają 8 pyłkowin.

## Biologia i ekologia
Rośliny rosną na stanowiskach dobrze nasłonecznionych na wysokościach od 300 do 2000, do około 1000 w Himalajach. Rośliny w niektórych miejscach występowania mogą kwitnąć w ciągu całego roku, zaś w Himalajach od kwietnia do października. Gatunek ten jest dość szybko rozprzestrzeniającym się w nowych środowiskach.

## Systematyka
Gatunek sklasyfikowany do podplemienia Arethusinae w plemieniu Arethuseae, podrodzina epidendronowe (Epidendroideae), rodzina storczykowate (Orchidaceae), rząd szparagowce (Asparagales) w obrębie roślin jednoliściennych.
Wykaz podgatunków
- Arundina graminifolia subsp. caespitosa (Aver.) H.A.Pedersen & Schuit.
- Arundina graminifolia subsp. graminifolia